# Coniogramme affinis
Coniogramme affinis là một loài thực vật có mạch trong họ Adiantaceae. Loài này được (C. Presl) Hieron. miêu tả khoa học đầu tiên năm 1916.